# Brátslav
Brátslav (en ucraniano y en ruso, Брацлав, en polaco: Bracław) es una población del óblast de Vínnitsa, en Ucrania. Su número de habitantes era de 5.635 personas en 2014. Brátslav es la capital histórica de la Podolia. Brátslav está al lado del río Bug Meridional y se encuentra a 17 kilómetros al sudeste de Nemýriv, a 55 kilómetros al sudeste de Vínnitsa y a 211 kilómetros al suroeste de Kiev.